# اریک روتان
اریک روتان (انگلیسی: Erik Rutan؛ زادهٔ ۱۰ ژوئن ۱۹۷۱) یک موسیقی‌دان اهل ایالات متحده آمریکا است.